# Altwis
Altwis – miejscowość w gminie Hitzkirch w Szwajcarii, w kantonie Lucerna. 31 grudnia 2020 roku liczyła 461 mieszkańców. Do 31 grudnia 2020 samodzielna gmina.